# Světový pohár v biatlonu 2021/2022 – Anterselva
7. podnik Světového poháru v biatlonu v sezóně 2021/2022 probíhal od 17. do 23. ledna 2022 v italské Anterselvě. Na programu podniku byly vytrvalostní závody, štafety a závody s hromadným startem.
Jednalo se poslední zastávku světového poháru před pekingskou olympiádou.

## Program závodů
Oficiální program:
| Datum     | Disciplína                       | Začátek (SEČ) | Počet závodníků |
| --------- | -------------------------------- | ------------- | --------------- |
| 20. ledna | Vytrvalostní závod (muži)        | 14:15         | 103             |
| 21. ledna | Vytrvalostní závod (ženy)        | 14:15         | 96              |
| 22. ledna | Závod s hromadným startem (muži) | 12:50         | 30              |
| 22. ledna | Štafety (ženy)                   | 15:00         | 21 týmů         |
| 23. ledna | Štafety (muži)                   | 12:15         | 24 týmů         |
| 23. ledna | Závod s hromadným startem (ženy) | 15:15         | 30              |

## Průběh závodů

### Vytrvalostní závody
Závod mužů se jel za větrnějšího počasí než předchozí závody v Ruhpoldingu, a proto se na střelnici mnohem více chybovalo. Zpočátku se v průběžném vedení udržoval vítěz předchozího vytrvalostního závodu Nor Sturla Holm Laegreid, který však při poslední střelbě dvakrát chyboval a propadl se na konečné páté místo. Do cíle pak dojel jako první Rus Said Karimulla Chalili, ale brzy jej předstihl další Nor Tarjei Bø, který byl zpočátku průběžně první, ale při třetí střelbě minul dva terče. Další Rus Anton Babikov zastřílel všechny položky jako jediný bezchybně a do posledního kola vyjížděl s náskokem 46 vteřin na Nora. Přestože v závěru výrazně zpomaloval, dojel do cíle o deset vteřin první a po pěti letech tak vyhrál svůj další závod světového poháru, celkově druhý. Tarjei Bø díky druhému místu získal malý křišťálový glóbus z této disciplíny, čímž zkompletoval svoji sbírku malých glóbů. Pro 23letého Chaliliho pak šlo o jeho první umístění na stupních vítězů.
Z českých reprezentantů se dařilo nejlépe Michalu Krčmářovi. Při počátečních dvou střelbách udělal celkem tři chyby a byl až 70. v průběžném pořadí, dále ale už zasáhl všechny terče a také zrychlil běh, což stačilo na 14. místo v cíli. Díky tomu si zajistil místo v sobotním závodu s hromadným startem. Milan Žemlička s dvěma chybami dojel na 51. místě a Jakub Štvrtecký s pěti nezasaženými terči o jednu pozici za ním.
Do ženského závodu nezasáhly největší favoritky z čela světového hodnocení, když jak Røiselandová, tak nejlepší švédské sestry Elvira a Hanna Öbergovy daly přednost přípravě na olympijské závody. Markéta Davidová usilovala jako vítězka jediného předchozího vytrvalostního závodu o malý křišťálový glóbus za celkové vítězství v této disciplíně. Po prvních dvou střelbách se dostala do čela obhájkyně vítězství glóbu Italka Dorothea Wiererová. Davidová střílela také bezchybně, ale odjížděla 20 vteřin za Italkou. Obě pak předstihla Francouzka Justine Braisazová-Bouchetová. Při třetích střelbách se více chybovalo, i Davidová nezasáhla jeden terč. Na poslední střelbu přijížděla Davidová na průběžně prvním místě, udělala zde však dvě chyby a odjížděla jako čtvrtá. Pak se před ní dostala Braisazová-Bouchetová, která zde nechybovala a navíc měla nejrychlejší běžecká čas, a i díky tomu závod nakonec vyhrála. Jednalo se o její třetí vítězství v závodech světového poháru. Jako druhá skončila její krajanka Julia Simonová, na stupně vítězů se vůbec poprvé dostala také Švédka Mona Brorssonová, která se v druhé polovině závodu držela na úrovni Davidové, ale při poslední střelbě udělala o jednu chybu méně. Davidová skončila nakonec šestá, když se před ní umístily ještě Wiererová a Američanka Clare Eganová. Přesto získala malý křišťálový glóbus za vytrvalostní závody, protože její největší soupeřky – Běloruska Dzinara Alimbekavová, Rakušanka Lisa Hauserová a Ruska Uljana Nigmatullinová – skončily až za ní. Přestože závod probíhal v dobrých střeleckých podmínkách, žádná biatlonistka nedokázala sestřelit všechny terče. Pouze jednu chybu zaznamenalo osm biatlonistek, včetně vítězné Braisazové-Bouchetové nebo např.  dvacáté Britky Amandy Lighfootové. Právě její 20. místo ukončilo třicet let dlouhé čekání na umístění britské závodnice mezi nejlepší dvacítkou ve světovém poháru, když se to naposledy povedlo v roce 1992 Michaelu Dixonovi.
Z dalších českých biatlonistek skončila nejlépe Jessica Jislová, která udělala dvě chyby až v druhé polovině závodu a dojela na 25. místě. Tereza Voborníková střílela první tři položky čistě, průběžně jela na sedmém místě a sahala po účasti v nedělním závodu s hromadným startem. Při poslední střelbě však minula dva terče a závod dokončila čtyři pozice za Jislovou. Přesto si tímto umístěním vybojovala svoje první body ve světovém poháru. Eva Puskarčíková s třemi a Lucie Charvátová s šesti nezasaženými terči skončily na těsně před 60. místem.

### Závody s hromadným startem
V závodě mužů nestartovalo celkem osm závodníku z prvních 25 v průběžném pořadí světového poháru: kromě absentující Švédů i několik ruských reprezentantů a především druhý v celkovém pořadí Francouz Émilien Jacquelin, který měl závodit v červeném dresu pro vedoucího muže disciplíny. V prvních kolech předváděl Nor Johannes Thingnes Bø velmi rychlý běh a nejrychlejší střelbu, podobně jako v minulých ročnících světového poháru. Při první střelbě udělal chybu, ale brzy vedoucí skupinu dojel. Po druhé čisté střelbě se pak s Němcem Benediktem Dollem oddělili od ostatních závodníků a pomalu zvyšovali svůj náskok. K poslední střelbě přijížděl Bø s desetivteřinovým náskokem, ale nezasáhl jeden terč, a proto se čistě střílející Doll dostal do čela. Bø však už v posledním kole nedokázal zrychlit, a tak německý závodník potřetí v kariéře zvítězil v závodě světového poháru a zároveň se dostal do čela hodnocení disciplíny. Třetí skončil další Nor Sturla Holm Laegreid, který při poslední střelbě střílel lépe než jeho nejbližší soupeři a náskok si do cíle udržel. Celkový lídr pořadí Quentin Fillon Maillet nezasáhl šest terčů, z toho tři při poslední položce, a dojel na osmém místě. V prvním kole závodu prokázal smysl pro fair play Litevec Vytautas Strolia, když zvedl a dovezl Bělorusovi Antonu Smolskému lyži, u které mu v stoupání vypnulo vázání. 
Michal Krčmář jako jediný český účastník tohoto závodu střílel čistě a posouval se pořadím dopředu, ale běžel pomaleji. Dostal se až na páté místo, ale při poslední střelbě udělal svoji jedinou chybu. Do posledního kola odjížděl jako sedmý. Dojel sice skupinu závodníků bojujících o čtvrté místo, ti mu ale v druhé polovině kola ujeli. Udržel si však náskok před dalšími biatlonisty a dojel tak sedmý, což bylo jeho druhé nejlepší umístění za poslední dva roky. V pozávodním rozhovoru uvedl, že příčinou pomalejšího běhu byly i hůře připravené lyže. „Kluci odvádějí perfektní práci… Ale bohužel dneska nám lyže bouchly. Společně se daří, společně se nedaří,“ popsal situaci s nadhledem.
V závodě žen jela mezi prvními dlouho Norka Tiril Eckhoffová. Běžela rychle a držela se na čele s Francouzkou Anaïs Chevalierovou-Bouchetovou. Při poslední střelbě však udělala Norka svoje jediné dvě střelecké chyby, a tak se do čela dostala Chevalierová-Bouchetová následovaná Italkou Dorotheou Wiererovou a Běloruskou Dzinarou Alimbekavovou. Francouzka však jela pomaleji a Wiererová a zanedlouho i Alimbekavová ji předjely. Italka náskok udržela, a vyhrála tak po více než roce závod světového poháru. Závod dokončily bez střelecké chyby jenom dvě závodnice. Kromě Česky Jislové i Němka Vanessa Voigtová, která 7. místem vylepšila svá kariérní maxima. Střelecky se naopak – stejně jako ve vytrvalostním závodě – nedařilo Italce Lise Vittozziové, která nezasáhla devět terčů, z toho všech pět při první položce, a dojela s čtyřminutovou ztrátou poslední. Sedm chyb zaznamenaly taky dvě závodnice z první desítky hodnocení světového poháru Lisa Hauserová a Hanna Solová.
Jessica Jislová zastřílela všechny položky bezchybně, ale patřila k nejpomalejším na trati. Po každém zlepšení po střelnici ji proto na trati závodnice zase předjížděly. Nakonec dojela na 14. místě. „Od začátku jsem bojovala s lyžema a věděla jsem, že jakmile zaváhám na střelnici, tak proti holkám nemám šanci. Budeme to muset probrat,“ postěžovala si po závodě. Markéta Davidová jela rychle, ale minula celkem čtyři terče a navíc pomalu střílela. To jí stačilo jen na 17. místo v cíli. Přesto klesla v celkové klasifikaci světového poháru mimo první desítku na 11. místo.

### Štafety
Na čele se zpočátku udržovaly štafety Švédska díky bronzové závodnici z vytrvalostního závodu Mony Brorssonové a Běloruska zásluhou Dzinary Alimbekavové. Jessica Jislová zastřílela na prvním úseku obě položky čistě, ale jela pomaleji, přesto předávala na pátém místě. Tereza Voborníková musela při střelbách celkem dvakrát dobíjet, ale pozici udržela – předávala sice sedmá, ale jen s malou ztrátou. Propad zaznamenaly vedoucí štafety vinou trestných kol Bělrusky Iryny  Leščankové a Švédky Anderssonové. Na čelo se tak dostalo Rusko s malým náskokem před Itálií. Markéta Davidová pak při obou střeleckých položkách udělala celkem čtyři chyby, ale většině soupeřek se dařilo hůře – především vedoucí Irina Kazakevičová z Ruska musela po střelbě vstoje na tři trestná kola a klesla na šesté místo. Na trestném okruhu byly zdrženy i štafety Švýcarska, Polska, Ukrajiny a opět Běloruska. Davidová rychle běžela a navzdory pádu se po druhé střelbě dostala těsně do čela závodu. Předávala 0,3 vteřiny za vedoucí norskou štafetou. Lucie Charvátová vleže zastřílela čistě a odjížděla do předposledního kola těsně před Norkami a s půlminutovým náskokem před Francií s Itálií. V polovině kola však v rychlé pravotočivé zatáčce upadla a sesula se ze svahu. Rychle sice vstala, ale dlouho jí trvalo, než vystoupala zpátky na trať. Druhé místo sice před poslední střelbou udržela, ale nedařilo se jí profouknout mířidla a při vlastní střelbě pak dvakrát chybovala. Odjížděla na šestém místě, ale osmivteřinovou ztrátu na pátou Američanku Joanne Reidovou už nedokázala dojet. České štafeta, která s šesti chybami na střelnici střílela nejlépe ze všech týmů, zaznamenala nejlepší umístění v tomto ročníku světového poháru. První místo získala norská štafeta, přestože startovala bez Røiselandové a po první úseku, kde Karoline Knottenová musela na trestné kolo, předávaly až na 17. místě. Za vítěznými Norkami dojely druhé Rusky, kde Uljana Nigmatullinová nejlépe zvládla poslední úsek. O třetí místo se bojovalo v cílové rovině mezi Francií a Itálií. Cílová fotografie potvrdila těsnou bronzovou příčku francouzské štafety. Páté místo Američanek bylo jejich nejlepších kolektivní umístění v závodech světového poháru.
Mužskou štafetu ovládli favorité Norové, kteří jako jediní nasadili do závodu čtyři své nejlepší závodníky podle hodnocení světového poháru. Po první předávce se drželi na čelní pozici ještě Francouzi, ale na druhém úseku zastřílel lépe Tarjei Bø a získal norskému týmu menší náskok. Ten na téměř minutu navýšil Johannes Thingnes Bø, když zastřílel obě položky čistě a přidal velmi rychlý běh. Vetle Sjåstad Christiansen na posledním úseku pak už náskok zvyšoval spíše chybami ostatních štafet; přesto zvítězil o téměř dvě minuty (největším rozdílem mezi prvním a druhým místem od štafety v Oberhofu v lednu 2011, kde Němci zvítězili nad Čechy o 2 minuty 24 sekund). O další pozice na stupních vítězů se bojovalo až do konce. Do posledního úseku odjížděla druhá Francie před Německem a Ruskem. Stejné pořadí se udržovalo i po poslední střelbě, mj. proto, že Rus Eduard Latypov jel po střelbě vleže na jedno trestné kolo. Ztrátu 25 vteřin však dotáhl a spolu s Němcem Lucasem Fratzscherem předjeli unaveného Francouze Erica Perrota. V posledním malém stoupání před cílem se pak Latypov před Němce dostal a získal pro ruskou štafetu druhé místo. Zajímavostí závodu bylo, že na druhém úseku spadl Bělorus Dmitrii Lazouski na stejném místě jako v sobotní štafetě Lucie Charvátová. Štafeta Běloruska vinou pádu i trestného kola na třetímu úseku dokončila závod až na 12. místě.
Český tým, za který nenastoupil Michal Krčmář, začal závod špatně, když Mikuláš Karlík musel po první střelbě na trestné kolo a předával na posledním 24. místě. Milan Žemlička pak díky čisté střelbě zlepšil postavení české štafety na 19. pozici a Jakub Štvrtecký posunul štafetu o další dvě místa, ale ztráta na vedoucí Nory se zvýšila na čtyři a půl minuty. Adam Václavík však musel po poslední střelbě na trestné kolo, a tak se zlepšil také jen o dvě místa a český tým dojel do cíle patnáctý, téměř šest minut za vítězi.

## Umístění na stupních vítězů

### Muži
| Disciplína                        | První místo                                                                          | Výkon                                                     | Druhé místo                                                            | Výkon                                                     | Třetí místo                                                 | Výkon                                                     |
| Vytrvalostní závod (20 km)        | Anton Babikov                                                                        | 49:46,8 (0+0+0+0)                                         | Tarjei Bø                                                              | 49:56,5 (0+0+0+2)                                         | Said Karimulla Chalili                                      | 50:35,3 (0+0+1+0)                                         |
| Závod s hromadným startem (15 km) | Benedikt Doll                                                                        | 37:14,9 (0+0+1+0)                                         | Johannes Thingnes Bø                                                   | 37:46,2 (1+0+1+1)                                         | Sturla Holm Laegreid                                        | 38:43,7 (0+2+0+1)                                         |
| Štafeta (4×7,5 km)                | NorskoSturla Holm Laegreid Tarjei Bø Johannes Thingnes Bø Vetle Sjåstad Christiansen | 1:12:14,7 (0+1) (0+3) (0+0) (0+2) (0+0) (0+0) (0+0) (0+1) | RuskoAnton Babikov Daniil Serochvostov Alexandr Loginov Eduard Latypov | 1:14:11,9 (0+0) (0+2) (0+0) (0+1) (0+3) (0+2) (1+3) (0+1) | NěmeckoRoman Rees Philipp Horn David Zobel Lucas Fratzscher | 1:12:19,1 (0+0) (0+1) (0+0) (0+0) (0+0) (0+2) (0+0) (0+1) |

### Ženy
| Disciplína                          | První místo                                                                                    | Výkon                                                     | Druhé místo                                                                           | Výkon                                                     | Třetí místo                                                                             | Výkon                                                     |
| Vytrvalostní závod (15 km)          | Justine Braisazová-Bouchetová                                                                  | 42:20,6 (0+0+1+0)                                         | Julia Simonová                                                                        | 43:11,7 (0+0+1+1)                                         | Mona Brorssonová                                                                        | 42:57,8 (0+0+1+1)                                         |
| Závod s hromadným startem (12,5 km) | Dorothea Wiererová                                                                             | 35:58,7 (1+1+0+0)                                         | Dzinara Alimbekavová                                                                  | 36:02,4 (0+0+1+0)                                         | Anaïs Chevalierová-Bouchetová                                                           | 36:10,3 (0+0+0+0)                                         |
| Štafeta (4×6 km)                    | NorskoKaroline Offigstad Knottenová Tiril Eckhoffová Ida Lienová Ingrid Landmark Tandrevoldová | 1:12:54,1 (1+3) (0+2) (0+1) (0+2) (0+1) (0+0) (0+0) (0+1) | RuskoValerija Vasněcovová Kristina Rezcovová Irina Kazakevičová Uljana Nigmatullinová | 1:13:18,7 (0+2) (0+2) (0+2) (0+1) (0+1) (3+3) (0+0) (0+1) | FrancieChloé Chevalierová Justine Braisazová-Bouchetová Paula Botetová Anaïs Bescondová | 1:13:26,7 (0+1) (0+0) (0+3) (0+3) (0+1) (0+3) (0+1) (0+1) |

## Pořadí zemí
| Pořadí | Země      | 1. místo | 2. místo | 3. místo | Celkově |
| ------ | --------- | -------- | -------- | -------- | ------- |
| 1.     | Norsko    | 2        | 2        | 1        | 5       |
| 2.     | Rusko     | 1        | 2        | 1        | 4       |
| 3.     | Francie   | 1        | 1        | 2        | 4       |
| 4.     | Německo   | 1        | 0        | 1        | 2       |
| 5.     | Itálie    | 1        | 0        | 0        | 1       |
| 6.     | Bělorusko | 0        | 1        | 0        | 1       |
| 7.     | Švédsko   | 0        | 0        | 1        | 1       |
|        | Celkem    | 6        | 6        | 6        | 18      |